# ФК „НСА“ (София)
ФК „НСА“ е студентски футболен отбор от София, България. Съставен е от студенти на Националната спортна академия.
Академията от 1942 до 1952 се нарича Висше училище за физкултура (ВУФ), Държавно висше училище по телесно възпитание (ДВУТВ), след това е преименувано на Висш институт за физкултура „Георги Димитров“ (ВИФ), а от 1990 г. се казва Национална спортна академия „Васил Левски“ (НСА).
Играе последно във В група през 1994/1995 г. (15 място от 17 отбора), а в А ОФГ-София-град - през 2002/2003 г. Основните цветове на отбора са небесносиньо и бяло. Играе мачовете си на стадион „НСА“, Студентски град, София.

## Успехи
- 4 място в Б група - 1953 г.
- 1 място във В група - 1962 г.
- 1/16-финал за Купата на Съветската армия - 1973/74 г.
- 1/32-финал за Купата на България - 1990/91 г.
- Многократен студентски шампион на България.

## Известни футболисти и треньори
- Атанас Пържелов
- Никола Аладжов
- Веско Петков
- Огнян Ралев
- Данко Роев
- Емил Атанасов
- Борис Николов
- Данко Роев
- Богомил Симов
- Михаил Мадански
- Тодор Такев
- Манчо Манчев
- Христо Найденов
- Тодор Кънчев
- Димитър Самсаров
- Сашо Маринов